# Fingermähwerk

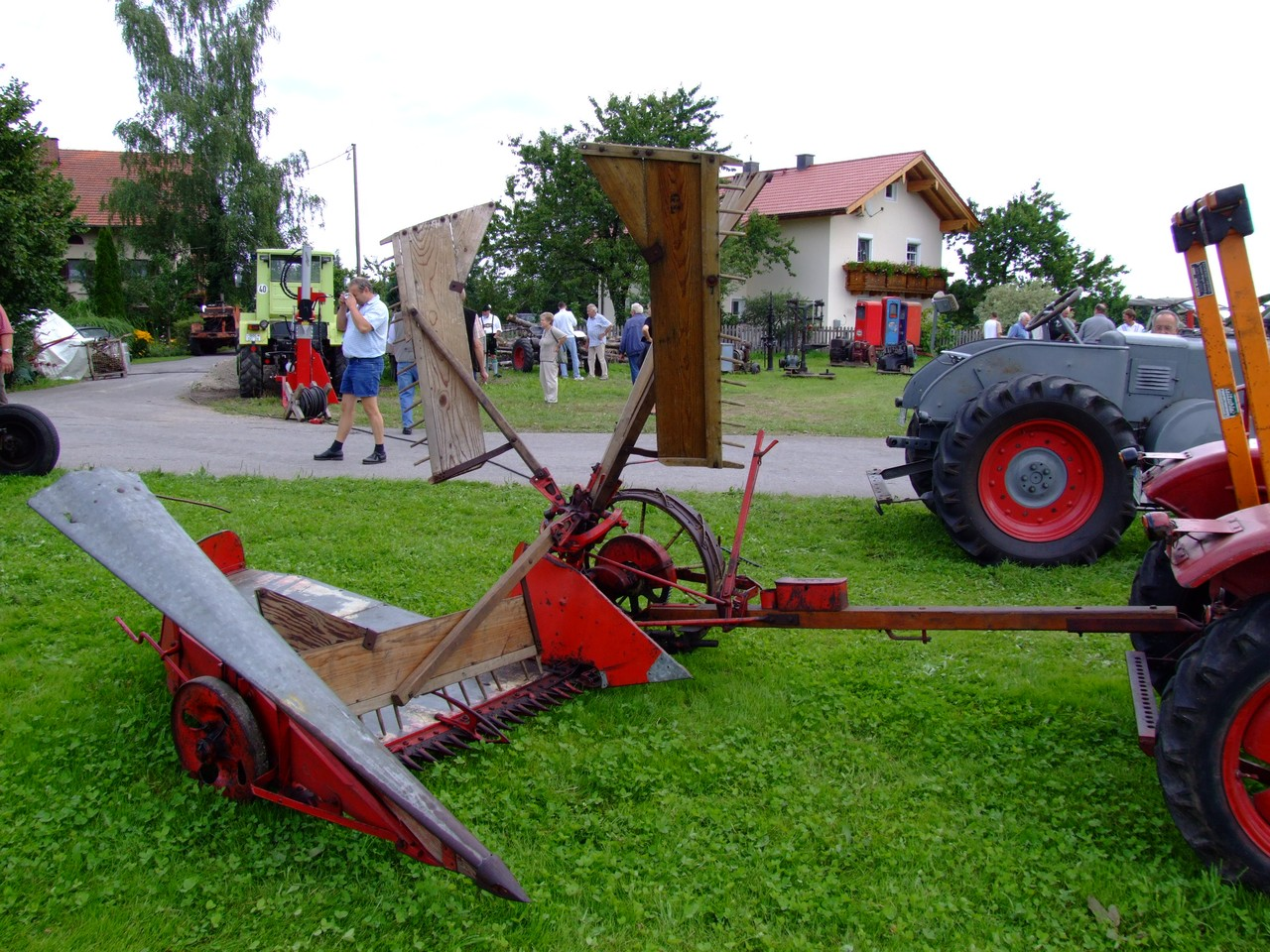
Fahr-Getreidemähmaschine mit Hochschnitt-Messerbalken

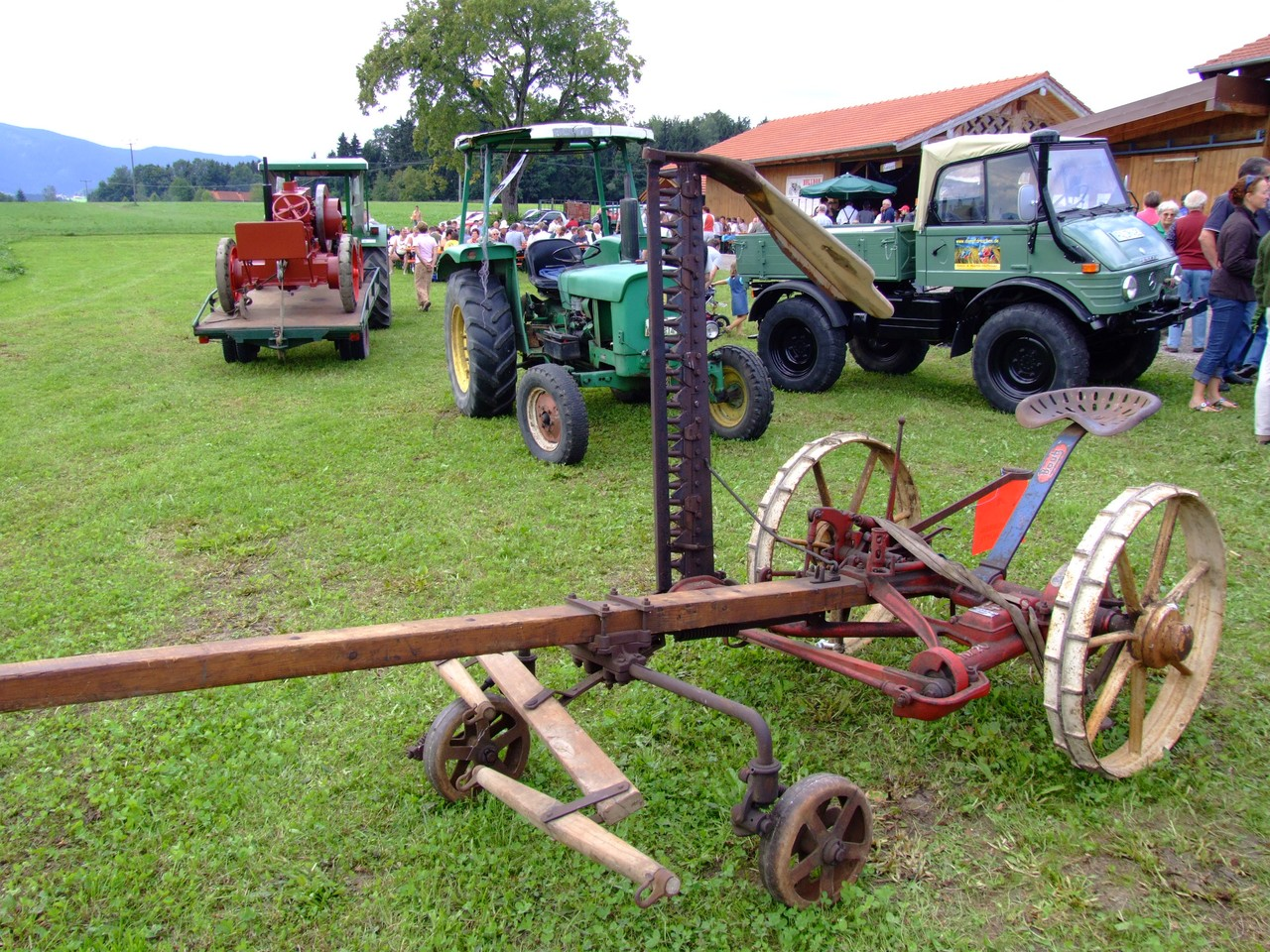
Pferdegezogene Mähmaschine mit Mittelschnitt-Messerbalken

Das Fingermähwerk ist in Landwirtschaft die verbreitetste Art der Balkenmäher zum Mähen oder Schneiden von Pflanzen. Dabei wird ein Messer in Fingern, die als Gegenschneide dienen, hin- und herbewegt. Die Entfernung der beiden Umkehrpunkte (Messertotpunkte) wird als Hub bezeichnet. Die Messerteilung, d. h. die Breite einer Messerklinge beträgt üblicherweise 76 mm. Angetrieben wird das Messer üblicherweise mit Hilfe einer Kurbel und Schubstange, eines Exzenters oder hydraulisch. Pro Minute sind bis zu 2000 Hübe üblich.
Fingermähwerke zeichnen sich durch einen geringen Kraftbedarf aus und sind aufgrund der geringen Geschwindigkeiten der bewegten Teile (max. 5 m/s) ohne große Sicherheitsvorkehrungen einsatztauglich. Diese Mähtechnik arbeitet nach dem Prinzip des Scherenschnittes.

## Bauformen
Man unterscheidet in Bezug auf die Schnittqualität verschiedene Bauformen.
- Tiefschnitt: Hier werden je Messerteilung 2 Finger montiert. Dieses Mähwerk liefert ein sehr exaktes Schnittbild, ist aber aufgrund der Verstopfungsanfälligkeit kaum mehr in Gebrauch.
- Mittelschnitt: Hier werden auf einen Hub von 76 mm 1,5 Finger montiert. Auf 3 Finger kommen damit 2 Messer. Die Fingerteilung beträgt 50,8 mm. Diese Bauart wird vorzugsweise in der Grünlandbewirtschaftung benutzt.
- Hochschnitt: Auf eine Messerteilung kommt hier ein Finger. Die Fingerteilung beträgt hiermit 76 mm. Das Schnittbild ist hier am schlechtesten. Als Besonderheit wird hier zum üblichen Kurzhub über eine Fingerteilung ein Langhub über zwei Finger gebaut, was zu einer doppelten Messergeschwindigkeit und somit zu einer höheren Mähleistung führt.

## Vorteile
Fingermähwerke werden aufgrund der leichten Bauweise und geringem Leistungsbedarf heutzutage bevorzugt im bergigen Gelände mit Motormähern eingesetzt. Wegen der schnellen Einsatzfähigkeit werden sie auch heute noch im Seiten- oder Heckanbau an vornehmlich älteren Traktoren oder aber an hangfähigen Geräteträgern im Frontanbau verwendet. Sie liefern auch bei kurzem Mähgut ein noch schönes Schnittbild. Die geringe Arbeitsgeschwindigkeit verschafft auch langsameren Wild- und Kleintieren an Weg- und Waldrändern ausreichend Zeit zur Flucht.

## Nachteile
Da für die Funktionsfähigkeit scharfe Klingen und eine satte Messerauflage für eine bündige Gegenschneide notwendig sind, muss ein hoher Wartungs- und Pflegeaufwand betrieben werden. Die Verstopfungsgefahr steigt bei schwierigen Verhältnissen (Nässe, Lager) stark an. Die geringe Arbeitsbreite und -geschwindigkeit im Gründlandbereich begrenzen die Flächenleistung.
Ein weiterer Nachteil ist, dass die Schnitthöhe in der Praxis nur mit hohem Aufwand und nicht während der Mäharbeit verändert werden kann.

## Einsatzbereiche

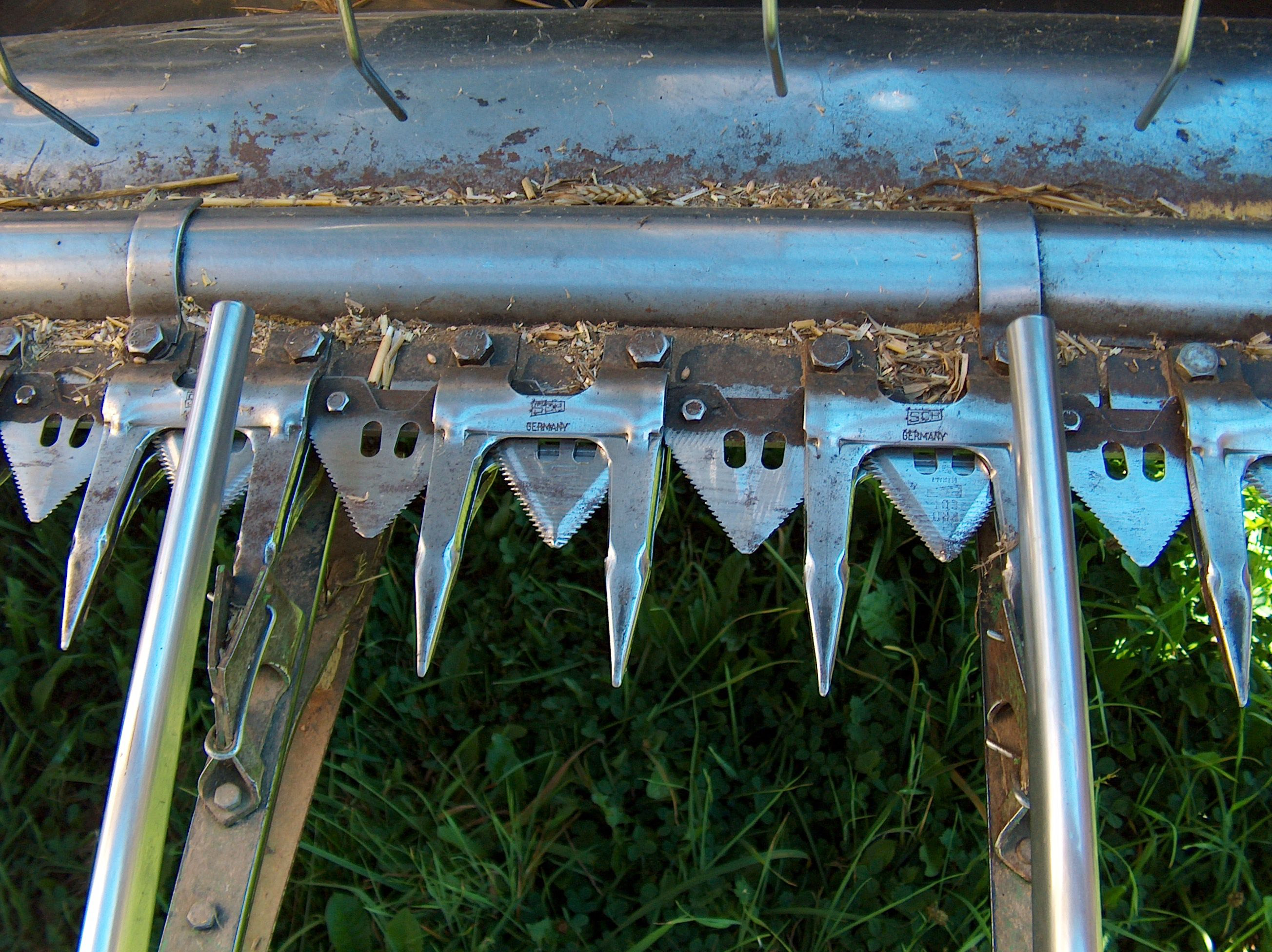
Hochschnittmesserbalken in einem New-Holland-Mähdrescher

Hauptschwerpunkt war früher der Einsatz beim Mähen von Gras auf den Wiesen. Die Hauptbereiche liegen heute in Gebieten, die mit Großmaschinen nicht bewirtschaftet werden können, so z. B. im Gebirge oder in unwegsamen Feuchtgebieten. Dort werden sie oft als Motormäher eingesetzt.
Der heutige Hauptschwerpunkt liegt in der Getreideerntetechnik. In den Schneidwerken der Mähdrescher erreicht der Messerbalken eine Schnittbreite von bis zu 9 m. Da dort das Schnittbild zweitrangig ist und die Funktionalität im Vordergrund steht, wird der Hochschnitt bevorzugt. Unterstützt wird der Balken von der Haspel, welche die abgeschnittenen Getreidepflanzen vom Messerbalken weg kämmt/kippt und damit auch unter schwierigen Erntebedingungen wie Lager etc. zuverlässig arbeitet.
Ebenso arbeiten Heckenscheren, Schermaschinen und Rasenkantenschneider nach diesem Prinzip.